# Землетрус у Сан-Сальвадорі (1986)
Землетрус у Сан-Сальвадорі стався 1986 року 10 жовтня з моментною величиною 5,7 і максимальною інтенсивністю Меркаллі IX (сильний). Поштовх завдав значної шкоди столиці Сальвадору Сан-Сальвадору та прилеглим районам, включаючи сусідні Гондурас і Гватемалу.

## Землетрус

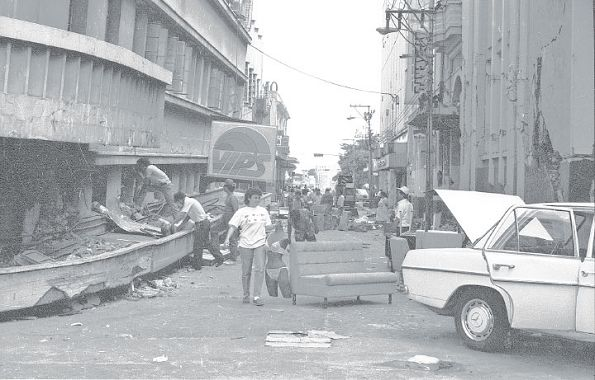
Пошкодження внаслідок землетрусу

Землетрус у Сан-Сальвадорі 1986 року стався у верхній частині Карибської плити вздовж центральноамериканського вулканічного ланцюга. Це сталося в результаті лівобічного зсуву, що розломився перпендикулярно до центральноамериканського вулканічного ланцюга. Землетрус також викликав зсуви, розташовані в районі Сан-Сальвадор.

## Пошкодження та відповідь
Землетрус спричинив від 1000 до 1500 смертей, 10 000 поранених і залишив 200 000 без даху над головою. Неглибокі поштовхи безпосередньо під Сан-Сальвадором спричинили руйнування багатьох споруд. Дитяча лікарня Сан-Сальвадору, ринок, багато ресторанів і будівель, а також халупи були значно пошкоджені або зруйновані.
У відповідь на це тодішній президент Хосе Наполеон Дуарте створив амбітний Комітет з відновлення після землетрусу, завданням якого було не лише відновлення, але й модернізація столиці Сальвадору. Очолити комітет Дуарте призначив відомого міжнародного міського планувальника та архітектора Хесуса Пермуя, якого Дуарте також попросив залишитися ще на рік, щоб навчити посадовців Сальвадору сучасним методам і принципам міського планування після висновку Комітету з реконструкції.

## Подальше читання
- Девід Х. Харлоу, Рендалл А. Уайт, Майкл Дж. Раймер, Сальвадор Альварес Г.; Землетрус у Сан-Сальвадорі 10 жовтня 1986 року та його історичний контекст. Бюлетень Сейсмологічного товариства Америки ; 83 (4): 1143–1154.